# Томас (окръг, Канзас)
Вижте пояснителната страница за други значения на Томас.
Окръг Томас (на английски: Thomas County) е окръг в щата Канзас, Съединени американски щати. Площта му е 2784 km², а населението - 7639 души. Административен център е град Колби.